# Extremamente Desagradável
Extremamente Desagradável é uma rubrica humorística de rádio portuguesa, da autoria de Joana Marques. Cada episódio foca-se num caso ou notícia da atualidade mediática nacional, com uma crítica mordaz em tom satírico sobre o que se diz em entrevistas televisivas, outras rádios, nas redes sociais ou em podcasts.
O Extremamente Desagradável estreou em 2017, inicialmente como parte integrante do programa Manhãs da 3, da Antena 3. A partir de janeiro de 2019, com a mudança de Joana Marques para a Rádio Renascença, passou a fazer parte do novo programa As Três da Manhã, da estação católica. Para além de Joana Marques, contava com Ana Galvão e Carla Rocha. Em janeiro de 2021, Carla Rocha foi substituída por Filipa Galrão e, em junho de 2021, esta foi substituída por Inês Lopes Gonçalves.
A ideia do título foi de Inês Lopes Gonçalves, que o sugeriu quando Joana Marques apresentou o conceito da rubrica antes de ela estrear na Antena 3.
O Extremamente Desagradável tem consistentemente sido dos podcasts mais ouvidos em Portugal, com milhões de audições no Spotify e iTunes, e milhões de visualizações no YouTube. No ano de 2022 teve, de acordo com os dados da plataforma Spotify, mais de 19 milhões de streams e mais de 325 mil ouvintes. Nesse ano, Joana Marques ganhou o Globo de Ouro de Personalidade do Ano - Digital, o que se repetiu em 2023. Em 2024, voltou a ser nomeada para essa categoria; no entanto, dessa vez o prémio foi atribuído a Guilherme Geirinhas.
Ainda em 2022, o podcast transpôs a antena da rádio e chegou aos palcos, com atuações ao vivo nos Coliseus de Lisboa e do Porto; em 2023 houve nova digressão por todo o país.
Em março de 2025, a rubrica ganhou uma distinção por parte do Spotify por ter atingido os 50 milhões de rep̟roduções naquela plataforma. Para além disso, o Extremamente Desagradável é líder absoluto do top de podcasts publicado pela empresa de estudos de mercado Marktest. 

## Repercussão nos meios de comunicação social
Por satirizar personalidades públicas ou que se expõem em meios de comunicação ou na Internet no Extremamente Desagradável, Joana Marques costuma ser acusada de bullying. Os casos mais flagrantes aconteceram com a comunicadora Yolanda Tati, que chegou a emitir uma nota de repúdio contra a humorista e a Rádio Renascença, em 2023, e com o fundador e diretor do site Comunidade Cultura e Arte, Rui André Soares. De igual modo, em junho de 2022, a jornalista Judite de Sousa afirmou ter-se sentido "destratada sem o mínimo de compaixão" ao ser a visada de um dos episódios do Extremamente Desagradável. Em setembro de 2023, o apresentador José Carlos Malato comentou declarações de Joana Marques ao Expresso — em que esta afirmava que "as pessoas muito cheias de si próprias [eram] as que mais levavam a mal" ao serem visadas no Extremamente Desagradável —, afirmando, no Instagram, que aquilo que a humorista fazia era bullying e que ela estaria "ao nível de certa Igreja que lhe paga o ordenado e a quem ela dá cobertura com o seu silêncio", referindo-se ao facto de a Rádio Renascença pertencer à Igreja Católica portuguesa e, muito provavelmente, aos escândalos de abusos sexuais em que está envolvida. Em 2025, o humorista Rui Sinel de Cordes, já visado em alguns episódios do Extremamente Desagradável afirmou que a rubrica "[é] merda". O polémico comediante acrescentou ainda o seguinte, referindo-se a Joana Marquesː "O que ela faz é adulteração e manipulação do discurso para causar dano na imagem pública. É crime e incentiva outros crimes, como crimes de ódio”.
Em contraste, a própria Joana Marques revelou, em 2021, que Manuel Luís Goucha e João Baião já lhe ligaram a elogiar a rubrica, mesmo quando foram eles os visados.